# 趙寶溝文化
趙寶溝文化（英語：Zhaobaogou culture），出現在中國北方的新石器時代人類文明，存在於公元前5400年至公元前4500年之間，為遼河文明的一部份。主要分布於中華人民共和國内蒙古自治区至河北省北部，滦河、西拉木伦河與遼河上游地區。接續在兴隆洼文化與新樂文化之後，為紅山文化的前身。
最早於1986年在中國内蒙古自治区赤峰市敖漢旗發掘的考古遺址發現，遺址佔地約90,000平方公尺。